# Silvia Marty
Silvia Marty (* 10. Juli 1980 in Barcelona) ist eine spanische Schauspielerin.

## Leben
Sie ist als Sängerin, Tänzerin und Eiskunstläuferin tätig. Seit frühester Kindheit spielt sie verschiedene Rollen im spanischen Theater.
Nach kleineren Auftritten in verschiedenen Werbungen und Musikkomödien, widmet sie sich in den Jahren 2002–2005 der Serie Un paso adelante (Dance – Der Traum vom Ruhm, ausgestrahlt auf dem Sender VOX). Hier verkörpert sie die Rolle der Ingrid Muñoz, einer rothaarigen Jugendlichen. Sobald die Serie eingestellt wurde, spielte sie in verschiedenen spanischen Fernsehserien mit. 
Im Jahre 2005 spielt sie ebenfalls eine Rolle im Stück Al menos no es navidad welche sehr positive Kritiken erfuhr. Im Jahr 2006 verkörperte sie die Rolle der Emilia im Film El hombre de arena, welcher in Spanien am 1. Juli 2007 Premiere feierte. Im Film Oviedo Express spielte sie auch eine kleine Rolle.
In der spanischen Fernsehserie Cuenta Atras verkörpert sie die Rolle der schwangeren Pepa, welche von einem Berufskiller verfolgt wird.
In 2008 spielte sie die Rolle der Anwältin Silvia Marall in der spanischen Fernsehserie Lex, welche vom spanischen Fernsehsender Antena 3 produziert, jedoch Ende 2008 mangels Einschaltquoten wieder abgesetzt wurde.